# ヘルマン・プロイアー
ヘルマン・プロイアー（Hermann Pleuer, 1863年4月5日 - 1927年2月13日）はドイツの画家である。ドイツにおける「印象派」の画家の初期の一人で、機関車の絵を描いたことで知られる。

## 略歴
バーデン＝ヴュルテンベルク州のシュヴェービッシュ・グミュントの金細工師の息子に生まれた。シュトゥットガルトの工芸学校(Stuttgarter Kunstgewerbeschule)で学び、1883年までシュトゥットガルトの美術アカデミーで学んだ後、ミュンヘン美術院で学んだ。1886年にシュトゥットガルトに戻り。ヌードや夜の街の情景などを描きながら自由に暮らした。その後、高速で走る機関車に魅せられ、工業時代の産物を描くことになった。コーニク＝ファクゼンフェルト男爵がパトロンになり、プロイアーの描いた絵を買い上げ、先祖から受け継いだ城に飾られた。20世紀後半に男爵の城が公開されると多くのプロイアの鉄道絵画が公開されることになった。
プロイアーはドイツ画家協会（Deutscher Künstlerbund）の会員であった。オットー・ライニガー、クリスティアン・ランデンベルガー、ハインリヒ・フォン・ツューゲルらと並んでドイツにおける「印象派」の画家の一人に数えられる。
1927年に47歳で結核で亡くなった。

## 作品

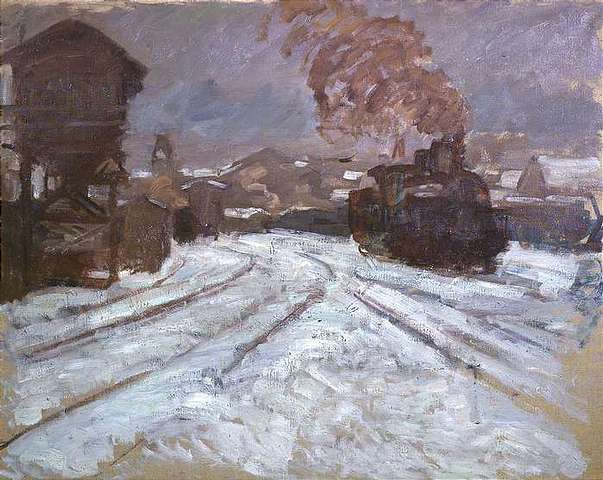
「雪の中のシュトゥットガルト駅」()
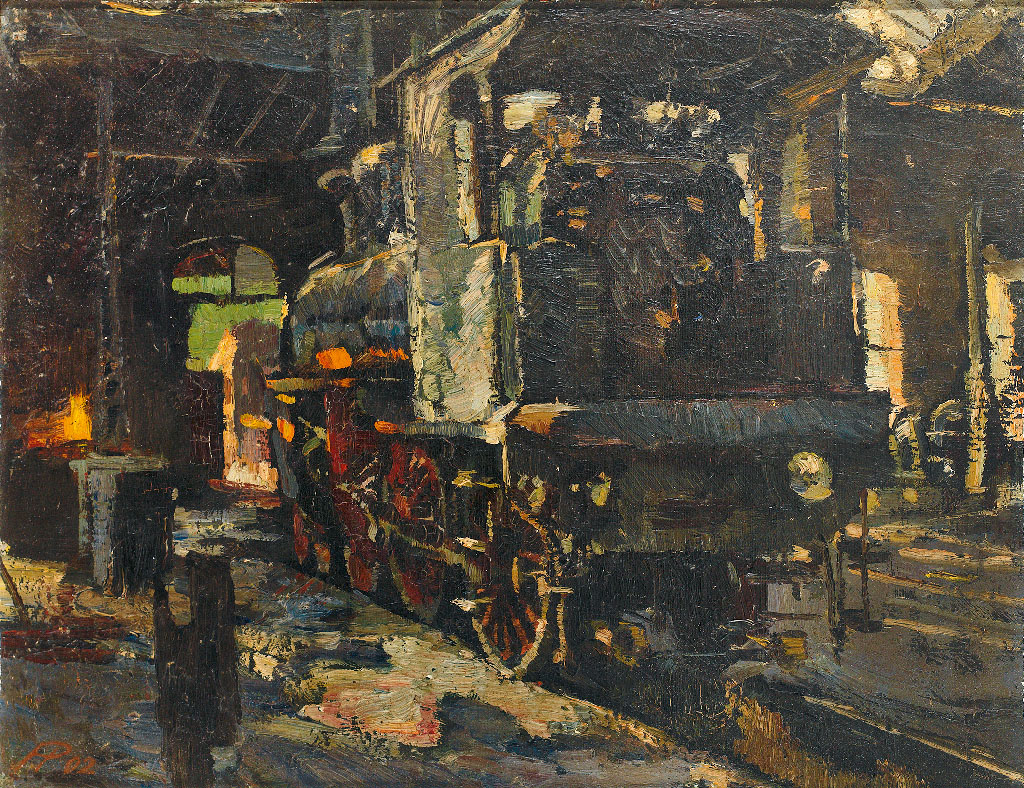
「駅の機関車」(1902)
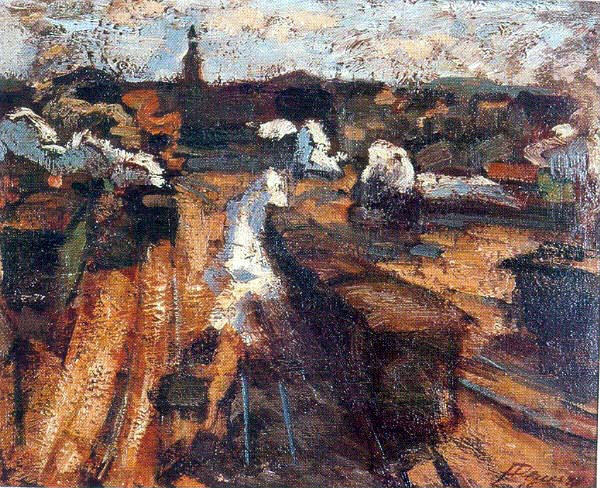
「シュトゥットガルト中央駅」(1906)
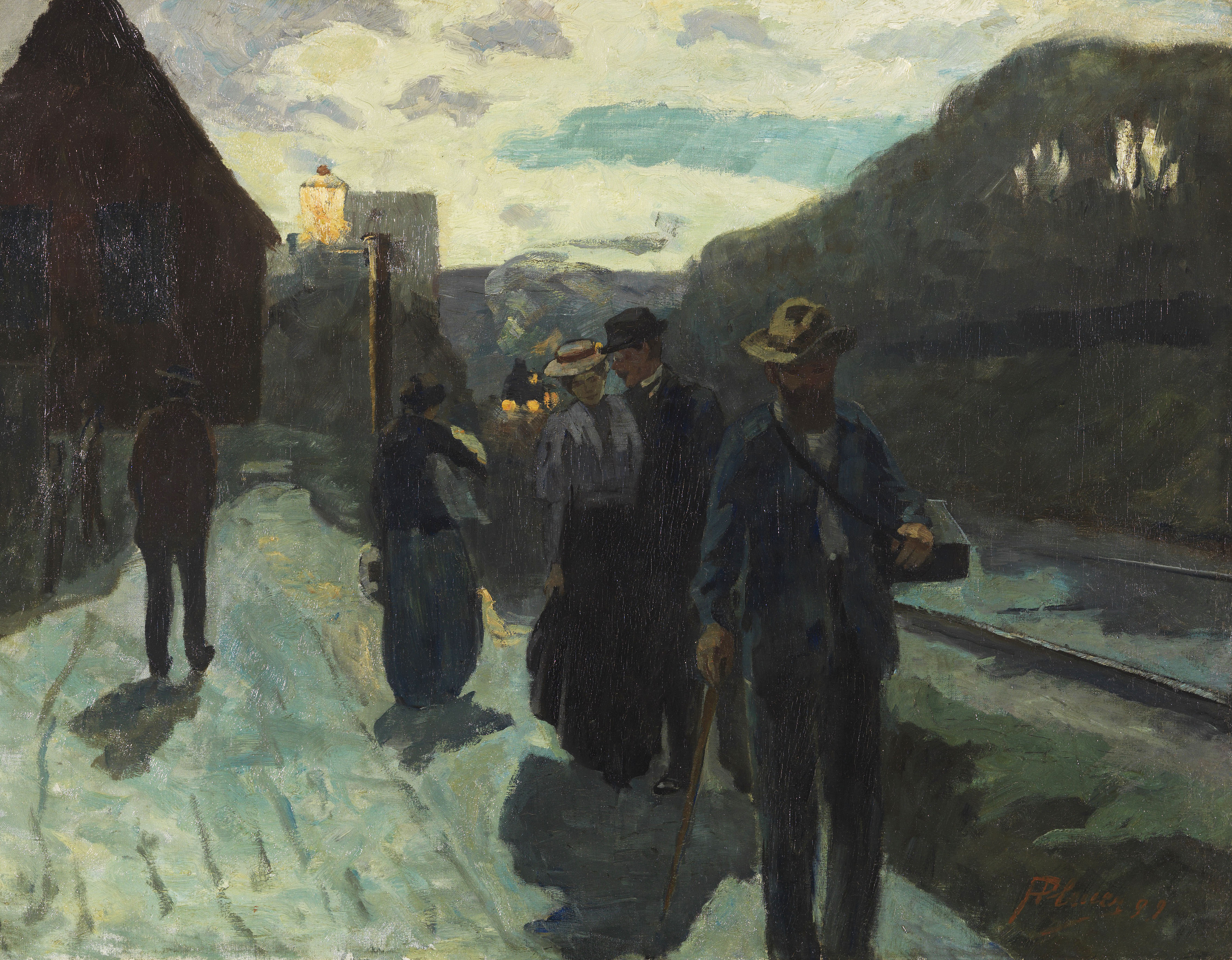
「夕暮れのシュトゥットガルト西駅」(1899)
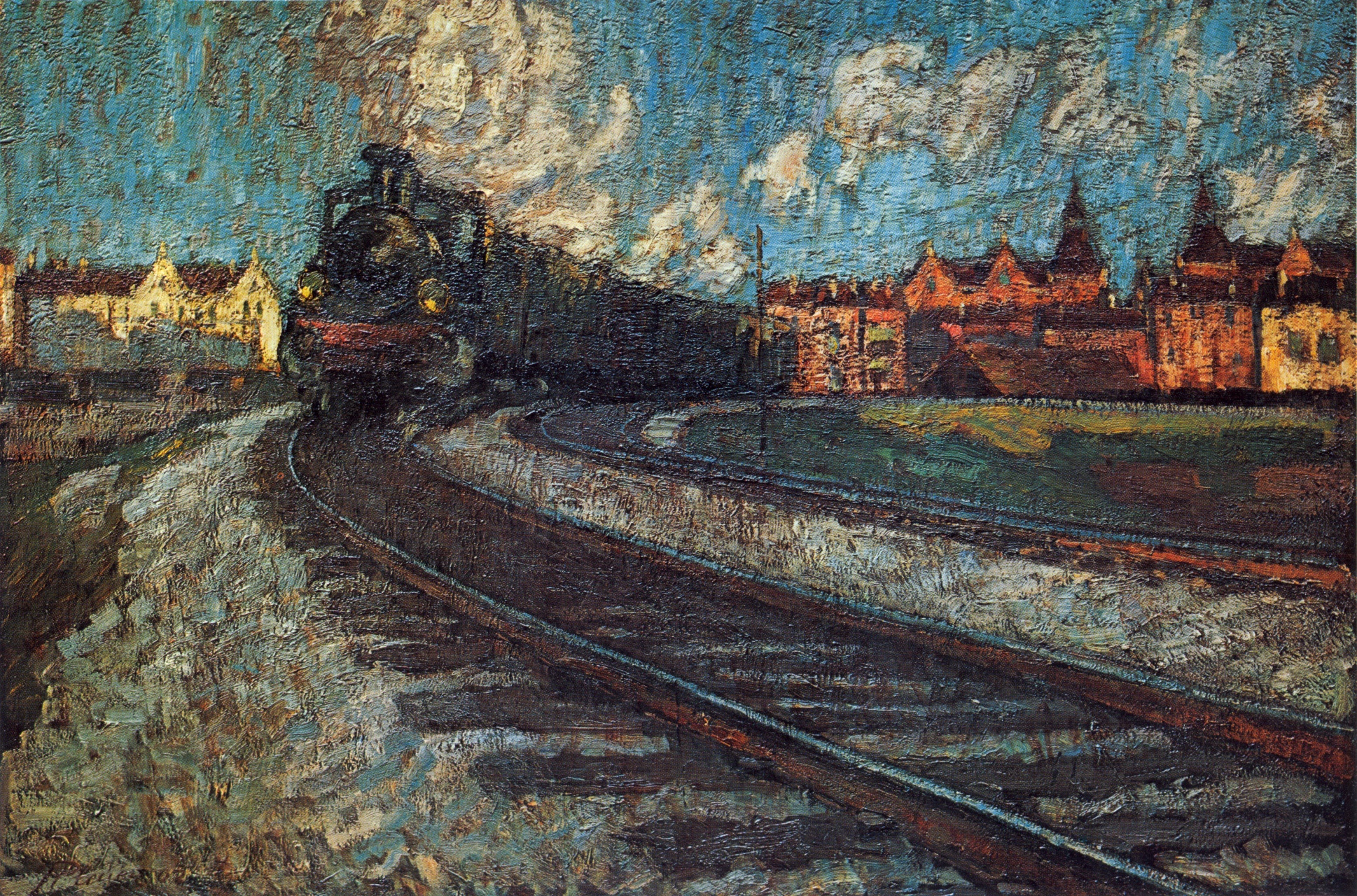
連結した機関車 (1902)
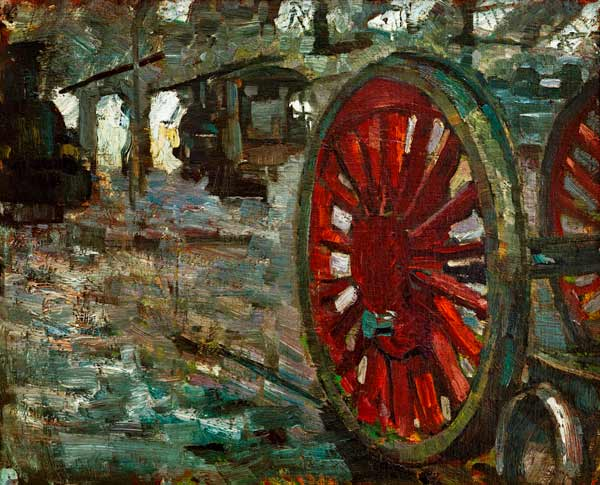
「赤い車輪」(1905)
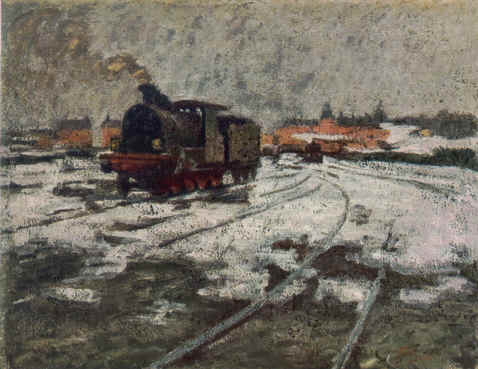
「雪のシュトゥットガルト北駅の機関車」
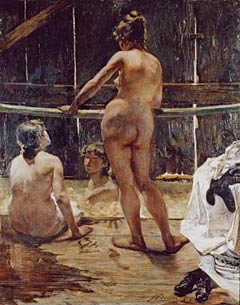
「水浴びする少女」(1888)